# Населення Чехії
Населення Чехії. Чисельність населення країни 2015 року становила 10,644 млн осіб (85-те місце у світі). Чисельність чехів стабілізувалась і незначно збільшується, народжуваність 2015 року становила 9,63 ‰ (202-ге місце у світі), смертність — 10,34 ‰ (37-ме місце у світі), природний приріст — 0,16 % (185-те місце у світі) . 

## Природний рух

### Відтворення
Народжуваність у Чехії, станом на 2015 рік, дорівнює 9,63 ‰ (202-ге місце у світі). Коефіцієнт потенційної народжуваності 2015 року становив 1,44 дитини на одну жінку (205-те місце у світі). Рівень застосування контрацепції 86,3 % (станом на 2008 рік). Середній вік матері при народженні першої дитини становив 27,8 року (оцінка на 2011 рік).
Смертність у Чехії 2015 року становила 10,34 ‰ (37-ме місце у світі).
Природний приріст населення в країні 2015 року становив 0,16 % (185-те місце у світі).

### Вікова структура

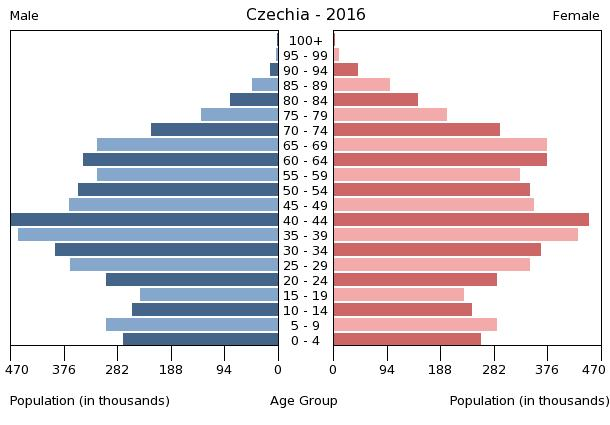
Віково-статева піраміда населення Чехії, 2015 рік

Середній вік населення Чехії становить 41,7 року (34-те місце у світі): для чоловіків — 40,4, для жінок — 43 роки. Очікувана середня тривалість життя 2015 року становила 78,48 року (55-те місце у світі), для чоловіків — 75,5 року, для жінок — 81,62 року.
Вікова структура населення Чехії, станом на 2015 рік, виглядає наступним чином:
- діти віком до 14 років — 15 % (819 864 чоловіка, 776 639 жінок);
- молодь віком 15-24 роки — 10,23 % (559 108 чоловіків, 529 598 жінок);
- дорослі віком 25-54 роки — 43,7 % (2 387 303 чоловіка, 2 264 774 жінки);
- особи передпохилого віку (55-64 роки) — 13,06 % (673 060 чоловіків, 717 296 жінок);
- особи похилого віку (65 років і старіші) — 18,01 % (791 823 чоловіка, 1 125 377 жінок)[1].

### Шлюбність— розлучуваність
Коефіцієнт шлюбності, тобто кількість шлюбів на 1 тис. осіб за календарний рік, дорівнює 4,4; коефіцієнт розлучуваності — 2,9; індекс розлучуваності, тобто відношення шлюбів до розлучень за календарний рік — 66 (дані за 2010 рік). Середній вік, коли чоловіки беруть перший шлюб дорівнює 31,4 року, жінки — 28,7 року, загалом — 30 років (дані за 2014 рік).

## Розселення
Густота населення країни 2015 року становила 136,5 особи/км² (88-ме місце у світі). Населення країни розподілене досить рівномірно, з більшою густотою в північних і східних регіонах.
Історична динаміка населення регіонів Чехії (тис. осіб)
| Край               | 1870     | 1881     | 1891     | 1901     | 1911      | 1921      | 1930      | 1950     | 1961     | 1970     | 1980      | 1991      | 2001      | 2011      | 2021      |
| ------------------ | -------- | -------- | -------- | -------- | --------- | --------- | --------- | -------- | -------- | -------- | --------- | --------- | --------- | --------- | --------- |
| Прага              | 270,389  | 349,574  | 437,373  | 559,433  | 667,664   | 729,820   | 950,465   | 1057,570 | 1133,056 | 1140,794 | 1182,186  | 1214,174  | 1169,106  | 1257,158  | 1301,432  |
| Південночеський    | 689,119  | 722,344  | 716,015  | 735,502  | 753,025   | 737,328   | 718,820   | 550,911  | 573,713  | 577,543  | 613,171   | 622,889   | 625,267   | 638,706   | 631,803   |
| Південноморавський | 659,239  | 719,552  | 775,904  | 840,476  | 926,555   | 961,141   | 1035,917  | 969,035  | 1053,414 | 1076,071 | 1134,038  | 1136,832  | 1127,718  | 1154,654  | 1197,651  |
| Карловарський      | 322,550  | 358,067  | 380,103  | 431,667  | 478,014   | 457,413   | 502,176   | 244,112  | 278,879  | 298,110  | 311,995   | 301,985   | 304,343   | 307,444   | 279,103   |
| Краловоградецький  | 581,238  | 617,817  | 633,558  | 650,787  | 681,602   | 638,850   | 654,763   | 531,533  | 540,838  | 540,337  | 561,385   | 552,809   | 550,724   | 554,803   | 538,303   |
| Ліберецький        | 464,568  | 487,453  | 510,672  | 539,348  | 571,481   | 520,346   | 558,611   | 372,802  | 381,742  | 381,626  | 411,209   | 425,120   | 428,184   | 439,942   | 435,220   |
| Мораво-Сілезький   | 572,892  | 628,910  | 685,805  | 799,814  | 900,695   | 919,278   | 999,910   | 871,511  | 1032,667 | 1170,949 | 1260,986  | 1283,271  | 1269,467  | 1243,220  | 1162,841  |
| Оломоуцький        | 531,981  | 574,772  | 599,701  | 624,320  | 657,600   | 653,592   | 691,106   | 561,495  | 596,520  | 611,228  | 644,507   | 642,796   | 639,369   | 641,681   | 619,788   |
| Пардубицький       | 486,227  | 508,728  | 518,094  | 528,830  | 551,164   | 531,909   | 544,849   | 448,382  | 483,254  | 488,766  | 512,573   | 508,718   | 508,281   | 517,164   | 510,037   |
| Пльзенський        | 557,878  | 604,557  | 617,290  | 650,433  | 690,364   | 699,178   | 709,660   | 528,354  | 549,905  | 550,514  | 567,930   | 558,307   | 550,688   | 572,045   | 581,436   |
| Центральночеський  | 978,625  | 1053,634 | 1094,867 | 1143,410 | 1193,312  | 1178,102  | 1224,835  | 1085,603 | 1142,244 | 1129,546 | 1151,265  | 1112,882  | 1122,473  | 1264,978  | 1415,463  |
| Устецький          | 621,785  | 724,613  | 808,850  | 957,566  | 1056,147  | 1036,263  | 1115,286  | 734,827  | 782,754  | 796,762  | 832,525   | 824,461   | 820,219   | 836,045   | 789,098   |
| Височина           | 514,497  | 532,169  | 531,909  | 533,878  | 545,982   | 541,275   | 531,243   | 461,485  | 489,869  | 494,985  | 516,823   | 521,068   | 519,211   | 514,569   | 497,661   |
| Злінський          | 314,475  | 341,037  | 356,315  | 378,564  | 403,122   | 404,985   | 436,599   | 478,466  | 532,676  | 550,465  | 591,334   | 596,903   | 595,010   | 590,361   | 564,331   |
| Чехія              | 7565,463 | 8223,227 | 8666,456 | 9374,028 | 10076,727 | 10009,480 | 10674,240 | 8896,086 | 9571,531 | 9807,696 | 10291,927 | 10302,215 | 10230,060 | 10532,770 | 10524,167 |

### Урбанізація
Чехія високоурбанізована країна. Рівень урбанізованості становить 73 % населення країни (станом на 2015 рік), темпи зростання частки міського населення — 0,35 % (оцінка тренду за 2010—2015 роки).
Головні міста держави: Прага (столиця) — 1,314 млн осіб (дані за 2015 рік).

### Міграції
Річний рівень імміграції 2015 року становив 2,33 ‰ (43-тє місце у світі). Цей показник не враховує різниці між законними і незаконними мігрантами, між біженцями, трудовими мігрантами та іншими. Серед іммігрантів найчисленнішими в Чехії є українці, яких станом на 30 вересня 2010 року проживало в країні 126 521 особа. Проживає також значна кількість словаків (71 676) та в'єтнамців (60 605).

#### Біженці й вимушені переселенці
У країні перебуває 1,5 тис. осіб без громадянства.
Чехія є членом Міжнародної організації з міграції (IOM).

## Расово-етнічний склад
| Етнічний склад Чехії (серед тих, хто вказав етнос) (2021 рік) | Етнічний склад Чехії (серед тих, хто вказав етнос) (2021 рік) | Етнічний склад Чехії (серед тих, хто вказав етнос) (2021 рік) | Етнічний склад Чехії (серед тих, хто вказав етнос) (2021 рік) | Етнічний склад Чехії (серед тих, хто вказав етнос) (2021 рік) |
| ------------------------------------------------------------- | ------------------------------------------------------------- | ------------------------------------------------------------- | ------------------------------------------------------------- | ------------------------------------------------------------- |
| Етнос:                                                        |                                                               |                                                               | Відсоток:                                                     |                                                               |
| чехи                                                          | чехи                                                          |                                                               | 83.76%                                                        | 83.76%                                                        |
| моравці                                                       | моравці                                                       |                                                               | 4.99%                                                         | 4.99%                                                         |
| словаки                                                       | словаки                                                       |                                                               | 1.33%                                                         | 1.33%                                                         |
| українці                                                      | українці                                                      |                                                               | 1.08%                                                         | 1.08%                                                         |
| інші                                                          | інші                                                          |                                                               | 8.84%                                                         | 8.84%                                                         |

Головні етноси країни (2021): 
| етнос         | чисельність, осіб | % загальний | % від тих, хто вказав етнос |
| ------------- | ----------------- | ----------- | --------------------------- |
| чехи          | 6 033 014         | 57,33       | 83,76                       |
| моравці       | 359 621           | 3,42        | 4,99                        |
| словаки       | 96 041            | 0,91        | 1,33                        |
| українці      | 78 068            | 0,74        | 1,08                        |
| в'єтнамці     | 31 469            | 0,30        | 0,44                        |
| поляки        | 26 802            | 0,25        | 0,37                        |
| росіяни       | 25 296            | 0,24        | 0,35                        |
| сілезці       | 12 451            | 0,12        | 0,17                        |
| німці         | 9 128             | 0,09        | 0,13                        |
| монголи       | 6 233             | 0,06        | 0,09                        |
| решта етносів | 524 986           | 4,99        | 7,29                        |
| не вказали    | 3 321 058         | 31,56       | ...                         |
| всього        | 10 524 167        | 100,00      | 100,00                      |

Національний склад країв Чехії (відсоток від тих, хто вказав етнос) (2021) :
| край/місто         | % тих, хто вказав етнос | чехи  | моравці | словаки | українці | в'єтнамці | поляки | росіяни | сілезці | німці | монголи | інші  |
| ------------------ | ----------------------- | ----- | ------- | ------- | -------- | --------- | ------ | ------- | ------- | ----- | ------- | ----- |
| м. Прага           | 71,62                   | 81,05 | 0,31    | 2,31    | 2,99     | 0,83      | 0,21   | 1,64    | 0,03    | 0,13  | 0,05    | 10,44 |
| Південночеський    | 66,87                   | 94,19 | 0,28    | 0,86    | 0,78     | 0,43      | 0,06   | 0,10    | 0,01    | 0,09  | 0,06    | 3,13  |
| Південноморавський | 71,66                   | 62,24 | 21,57   | 1,52    | 0,78     | 0,28      | 0,09   | 0,21    | 0,03    | 0,04  | 0,04    | 13,19 |
| Карловарський      | 65,69                   | 87,71 | 0,14    | 1,68    | 1,08     | 1,49      | 0,09   | 0,60    | 0,01    | 1,04  | 0,15    | 6,02  |
| Краловоградецький  | 66,54                   | 93,97 | 0,21    | 0,82    | 0,80     | 0,26      | 0,24   | 0,08    | 0,01    | 0,16  | 0,07    | 3,39  |
| Ліберецький        | 65,86                   | 91,93 | 0,16    | 1,11    | 1,10     | 0,36      | 0,30   | 0,15    | 0,01    | 0,26  | 0,49    | 4,13  |
| Мораво-Сілезький   | 68,88                   | 81,98 | 3,48    | 1,50    | 0,18     | 0,23      | 2,29   | 0,05    | 1,37    | 0,06  | 0,00    | 8,84  |
| Оломуцький         | 68,63                   | 75,40 | 12,42   | 0,93    | 0,29     | 0,21      | 0,09   | 0,06    | 0,10    | 0,08  | 0,01    | 10,41 |
| Пардубицький       | 66,66                   | 93,29 | 1,01    | 0,83    | 0,76     | 0,25      | 0,10   | 0,07    | 0,01    | 0,04  | 0,22    | 3,43  |
| Пльзенський        | 66,45                   | 91,88 | 0,12    | 1,28    | 1,64     | 0,79      | 0,12   | 0,12    | 0,01    | 0,16  | 0,07    | 3,82  |
| Центральночеський  | 67,67                   | 91,57 | 0,21    | 1,48    | 1,44     | 0,34      | 0,14   | 0,33    | 0,01    | 0,06  | 0,08    | 4,34  |
| Устецький          | 65,55                   | 92,29 | 0,13    | 0,97    | 0,77     | 0,73      | 0,12   | 0,19    | 0,01    | 0,33  | 0,12    | 4,35  |
| Височина           | 67,86                   | 86,83 | 6,55    | 0,56    | 0,54     | 0,21      | 0,04   | 0,05    | 0,01    | 0,03  | 0,11    | 5,07  |
| Злінський          | 70,27                   | 72,45 | 15,02   | 0,94    | 0,26     | 0,12      | 0,06   | 0,04    | 0,02    | 0,02  | 0,09    | 10,99 |

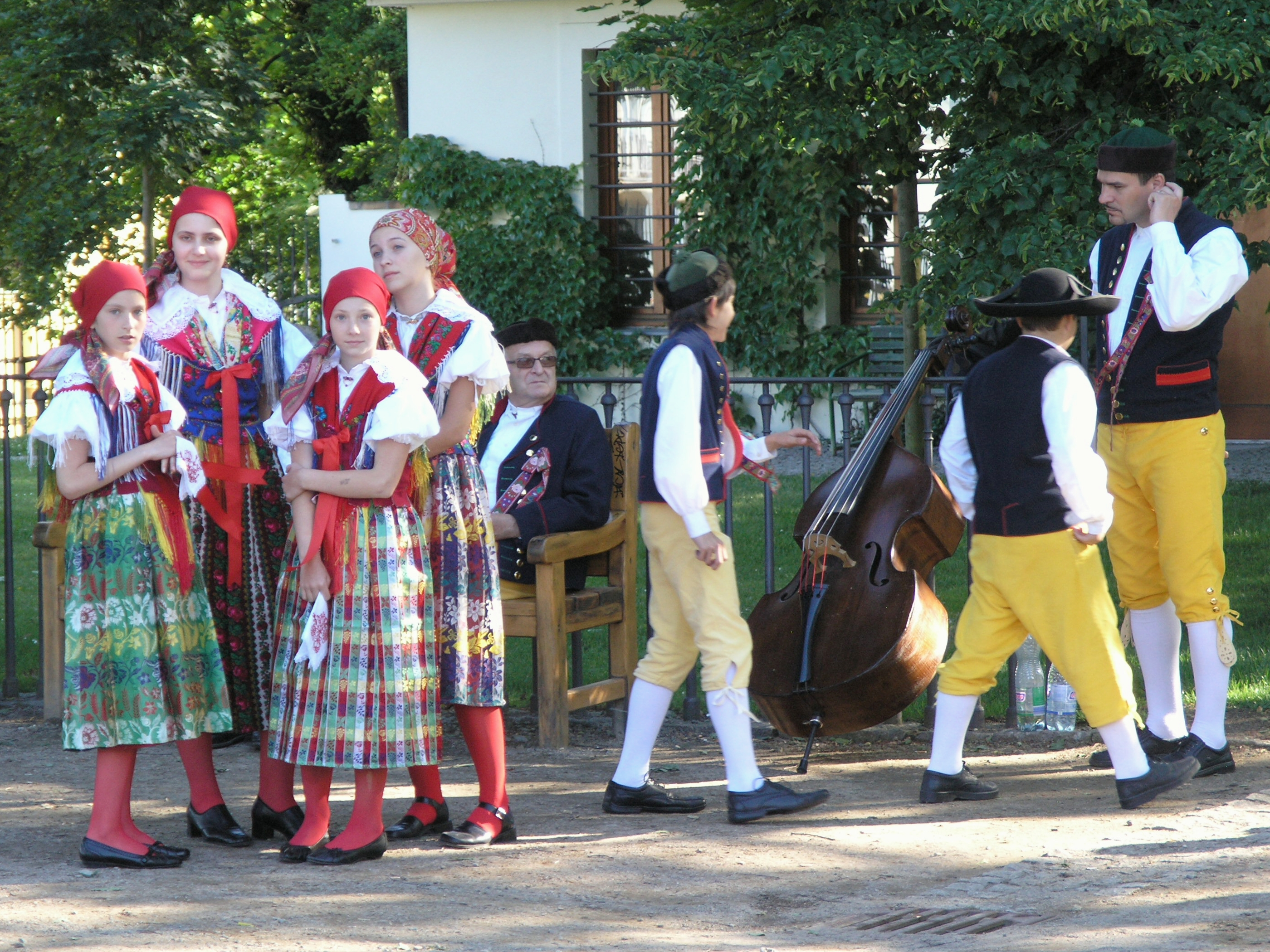
Народне вбрання богемців
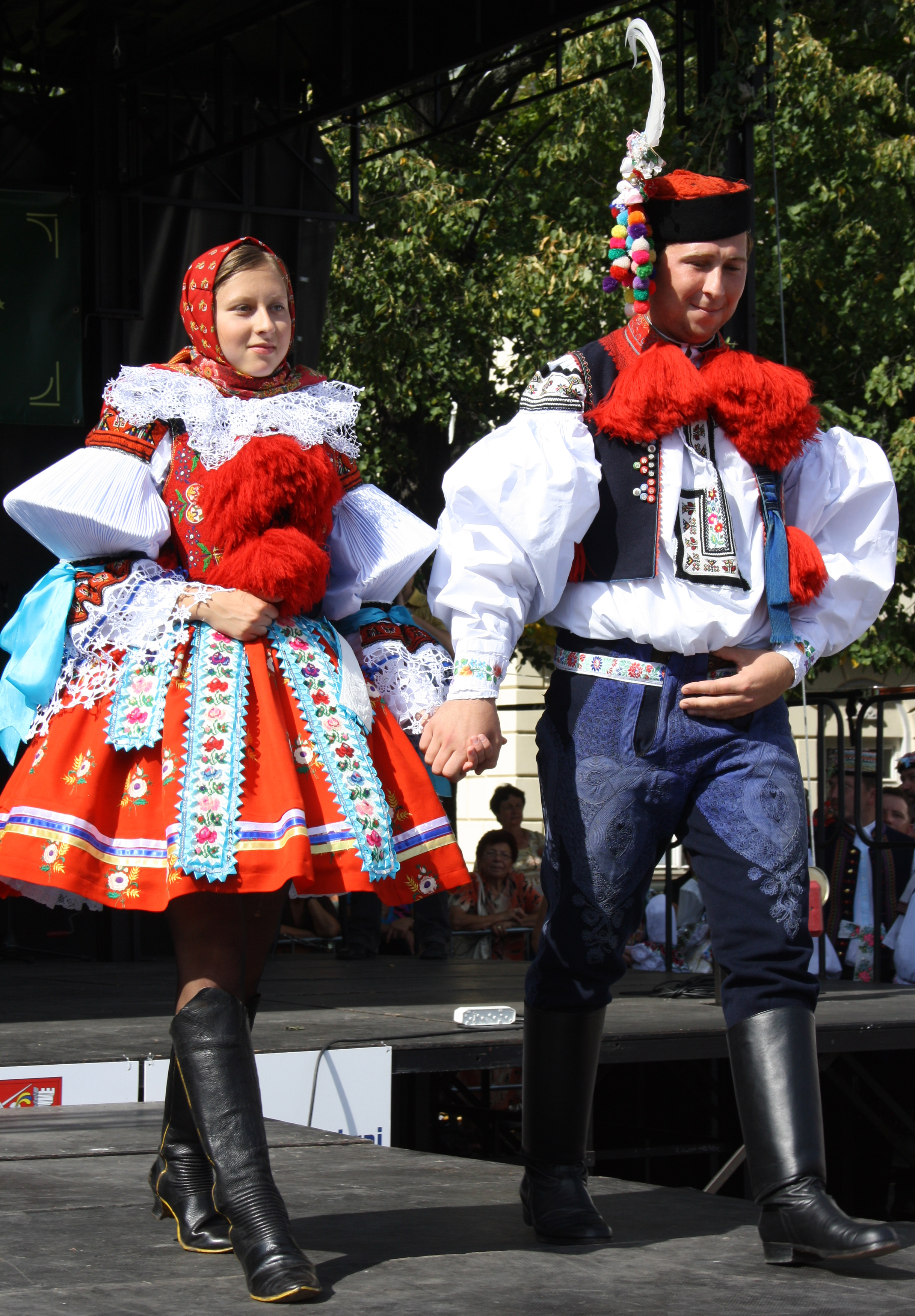
Народне вбрання моравців

### Українська діаспора
У Чехії на 30 вересня 2010 року проживало 126,5 тис. українців.

## Мови
| Мови Чехії (2012 рік) | Мови Чехії (2012 рік) | Мови Чехії (2012 рік) | Мови Чехії (2012 рік) | Мови Чехії (2012 рік) |
| --------------------- | --------------------- | --------------------- | --------------------- | --------------------- |
| Мова:                 |                       |                       | Відсоток:             |                       |
| чеська                | чеська                |                       | 95.4%                 | 95.4%                 |
| словацька             | словацька             |                       | 1.6%                  | 1.6%                  |
| інші                  | інші                  |                       | 3%                    | 3%                    |

Офіційна мова: чеська — розмовляє 95,4 % населення країни. Інші поширені мови: словацька — 1,6 %, інші мови — 3 % (згідно з переписом 2011 року). Чехія, як член Ради Європи, 9 листопада 2000 року підписала і ратифікувала 14 листопада 2006 року Європейську хартію регіональних мов (вступила в дію 1 березня 2007 року). Регіональними мовами визнані: словацька, польська (у Фридек-Містеку і Карвині Моравії-Сілезії, німецька, циганська.

## Релігії
| Релігії в Чехії (2012 рік) | Релігії в Чехії (2012 рік) | Релігії в Чехії (2012 рік) | Релігії в Чехії (2012 рік) | Релігії в Чехії (2012 рік) |
| -------------------------- | -------------------------- | -------------------------- | -------------------------- | -------------------------- |
| Віросповідання:            |                            |                            | Відсоток:                  |                            |
| католики                   | католики                   |                            | 10.4%                      | 10.4%                      |
| протестанти                | протестанти                |                            | 1.1%                       | 1.1%                       |
| агностики                  | агностики                  |                            | 54%                        | 54%                        |
| атеїсти                    | атеїсти                    |                            | 34.5%                      | 34.5%                      |

Головні релігії й вірування, які сповідує, і конфесії та церковні організації, до яких відносить себе населення країни: римо-католицтво — 10,4 %, протестантизм (чеські брати, гусити) — 1,1 %, не визначились — 54 %, не сповідують жодної — 34,5 % (станом на 2011 рік).

Чехія є однією з найменш релігійних країн світу, за опитуванням 2010 року лише 16 % опитаних чехів задекларували віру у Бога, що є найнижчим показником серед усіх держав Європейського союзу.
Релігійна динаміка населення Чехії у 1991—2011 роках
| Рік  | Римо-католицька церква | Римо-католицька церква | Чехословацька гуситська церква | Чехословацька гуситська церква | Євангелістська церква | Євангелістська церква | Віруючі без вказання конфесії | Віруючі без вказання конфесії | Не віруючі | Не віруючі | Релігійні переконання не вказані | Релігійні переконання не вказані |
| 1991 | 4021385                | 39,0%                  | 178036                         | 1,7%                           | 203996                | 2,0%                  |                               |                               | 4112864    | 39,9%      | 1665617                          | 16,2%                            |
| 2001 | 2740780                | 26,8%                  | 99103                          | 1,0%                           | 117212                | 1,1%                  |                               |                               | 6039991    | 59,0%      | 901981                           | 8,8%                             |
| 2011 | 1083899                | 10,3%                  | 39276                          | 0,4%                           | 51936                 | 0,5%                  | 707649                        | 6,7%                          | 3612804    | 34,2%      | 4774323                          | 45,2%                            |

## Освіта
Рівень письменності 2012 року становив 99 % дорослого населення (віком від 15 років): 99 % — серед чоловіків, 99 % — серед жінок.
Державні витрати на освіту складають 4,3 % від ВВП країни, станом на 2012 рік (106-те місце у світі). Середня тривалість освіти становить 17 років, для хлопців — до 16 років, для дівчат — до 18 років (станом на 2014 рік).

## Охорона здоров'я
Забезпеченість лікарями в країні на рівні 3,71 лікаря на 1000 мешканців (станом на 2010 рік). Забезпеченість лікарняними ліжками в стаціонарах — 6,8 ліжка на 1000 мешканців (станом на 2011 рік). Загальні витрати на охорону здоров'я 2014 року склали 7,4 % від ВВП країни (63-тє місце у світі).
Смертність немовлят до 1 року, станом на 2015 рік, становила 2,63 ‰ (216-те місце у світі); хлопчиків — 2,76 ‰, дівчаток — 2,49 ‰. Рівень материнської смертності 2015 року становив 4 випадків на 100 тис. народжень (79-те місце у світі).
Чехія входить до складу ряду міжнародних організацій: Міжнародного руху (ICRM) і Міжнародної федерації товариств Червоного Хреста і Червоного Півмісяця (IFRCS), Дитячого фонду ООН (UNISEF), Всесвітньої організації охорони здоров'я (WHO).

### Захворювання
2013 року було зареєстровано 3,4 тис. хворих на СНІД (111-те місце у світі), це 0,05 % населення в репродуктивному віці 15-49 років (120-те місце у світі). Смертність 2014 року від цієї хвороби становила приблизно 100 осіб (121-ше місце у світі).
Частка дорослого населення з високим індексом маси тіла 2014 року становила 29,1 % (21-ше місце у світі).

### Санітарія
Доступ до облаштованих джерел питної води 2015 року мало 100 % населення в містах і 100 % в сільській місцевості; загалом 100 % населення країни. Відсоток забезпеченості населення доступом до облаштованого водовідведення (каналізація, септик): в містах — 99,1 %, в сільській місцевості — 99,2 %, загалом по країні — 99,1 % (станом на 2015 рік). Споживання прісної води, станом на 2009 рік, дорівнює 1,7 км³ на рік, або 164,7 тонни на одного мешканця на рік: з яких 41 % припадає на побутові, 56 % — на промислові, 2 % — на сільськогосподарські потреби.

## Соціально-економічне положення
Співвідношення осіб що в економічному плані залежать від інших до осіб працездатного віку (15-64 роки) загалом становить 49,5 % (станом на 2015 рік): частка дітей — 22,5 %; частка осіб похилого віку — 27 %, або 3,7 потенційно працездатних на 1 пенсіонера. Загалом дані показники характеризують рівень затребуваності державної допомоги в секторах освіти, охорони здоров'я і пенсійного забезпечення, відповідно. За межею бідності 2012 року перебувало 8,6 % населення країни. Розподіл доходів домогосподарств в країні виглядає наступним чином: нижній дециль — 1,5 %, верхній дециль — 29,1 % (станом на 2012 рік).
Станом на 2016 рік, уся країна була електрифікована, усе населення країни мало доступ до електромереж. Рівень проникнення інтернет-технологій надзвичайно високий. Станом на липень 2015 року в країні налічувалось 8,654 млн унікальних інтернет-користувачів (49-те місце у світі), що становило 81,3 % від загальної кількості населення країни.

### Трудові ресурси
Загальні трудові ресурси 2015 року становили 5,479 млн осіб (74-те місце у світі). Зайнятість економічно активного населення у господарстві країни розподіляється наступним чином: аграрне, лісове і рибне господарства — 2,6 %; промисловість і будівництво — 37,4 %; сфера послуг — 60 % (2012). Безробіття 2015 року дорівнювало 6,5 % працездатного населення, 2014 року — 7,7 % (75-те місце у світі); серед молоді у віці 15-24 років ця частка становила 15,9 %, серед юнаків — 15 %, серед дівчат — 17,1 % (57-ме місце у світі).

## Кримінал

### Наркотики

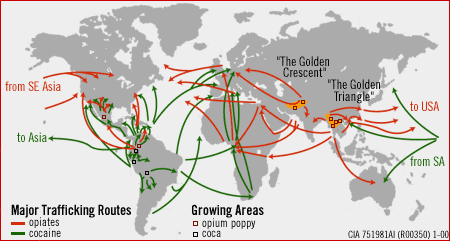
Світові маршрути наркотрафіку

Перевалочний пункт для південно-східноазійського героїну, транзитна країна для наркотрафіку латиноамериканського кокаїну до Західної Європи; значний виробник синтетичних наркотиків для внутрішнього споживання; важливий центр відмивання грошей і організованої злочинності; значне споживання екстазі (дані за 2008 рік).

### Торгівля людьми
Згідно щорічної доповіді про торгівлю людьми (англ. Trafficking in Persons Report) Управління з моніторингу та боротьби з торгівлею людьми Державного департаменту США, уряд Чехії докладає усіх можливих зусиль в боротьбі з явищем примусової праці, сексуальної експлуатації, незаконною торгівлею внутрішніми органами, законодавство відповідає усім вимогам американського закону 2000 року щодо захисту жертв (англ. Trafficking Victims Protection Act’s), держава знаходиться у списку першого рівня.

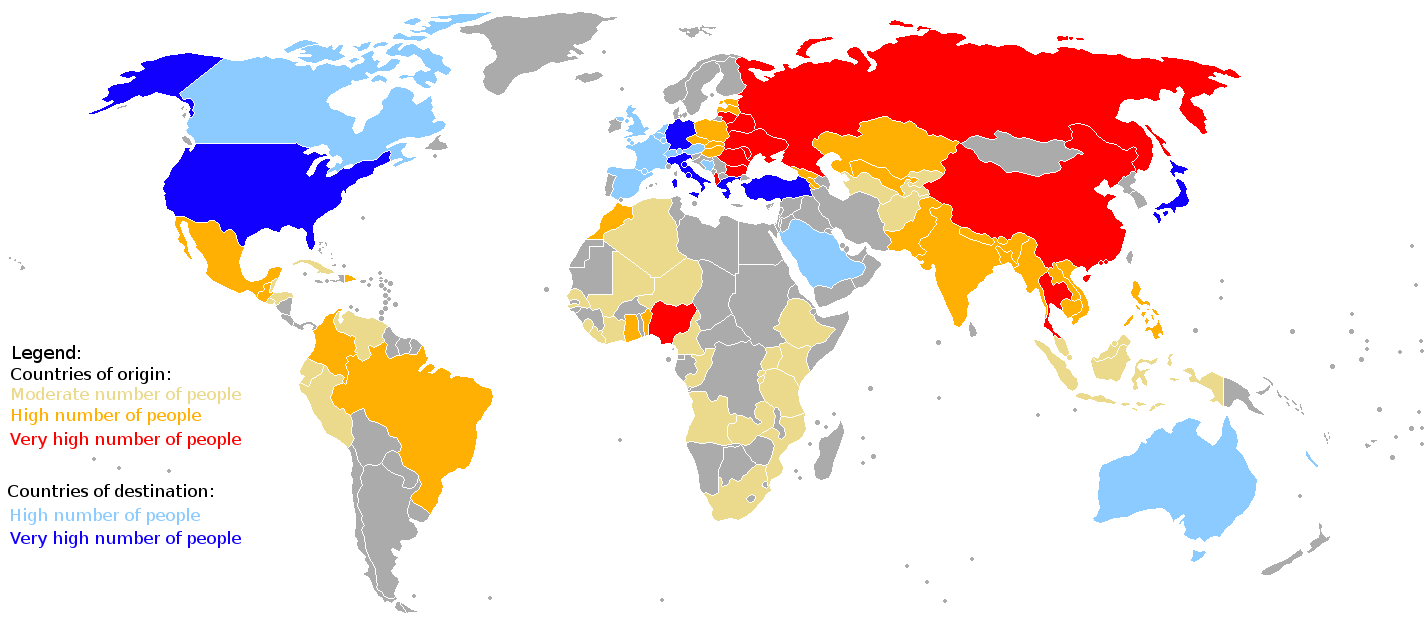
Країни-донори (червоний) і країни-реципієнти кримінальних потоків  (англ.)
Глобальна боротьба з торгівлею людьми (англ.)

## Гендерний стан
Статеве співвідношення (оцінка 2015 року):
- при народженні — 1,06 особи чоловічої статі на 1 особу жіночої;
- у віці до 14 років — 1,06 особи чоловічої статі на 1 особу жіночої;
- у віці 15-24 років — 1,06 особи чоловічої статі на 1 особу жіночої;
- у віці 25-54 років — 1,05 особи чоловічої статі на 1 особу жіночої;
- у віці 55-64 років — 0,94 особи чоловічої статі на 1 особу жіночої;
- у віці старше за 64 роки — 0,7 особи чоловічої статі на 1 особу жіночої;
- загалом — 0,97 особи чоловічої статі на 1 особу жіночої[1].

## Демографічні дослідження
Демографічні дослідження в країні ведуться рядом державних і наукових установ:

### Українською
- Атлас. 10-11 клас. Економічна і соціальна географія світу / упорядники :  О. Я. Скуратович, Н. І. Чанцева. — К. : ДНВП «Картографія», 2010. — ISBN 978-966-475-639-3.
- Атлас світу / голов. ред. І. С. Руденко ; зав. ред. В. В. Радченко ; відп. ред. О. В. Вакуленко. — К. : ДНВП «Картографія», 2005. — 336 с. — ISBN 9666315467.
- Безуглий В. В. Економічна і соціальна географія зарубіжних країн : Навчальний посібник. — К. : ВЦ «Академія», 2007. — 704 с. — ISBN 978-966-580-239-6.
- Безуглий В. В., Козинець С. В. Регіональна економічна і соціальна географія світу : Навчальний посібник. — видання 2-ге, доп., перероб. — К. : ВЦ «Академія», 2007. — 688 с. — ISBN 966-580-144-9.
- Гудзеляк І. І. Географія населення: Навчальний посібник / І. Гудзеляк. — Л. : Видавничий центр ЛНУ імені Івана Франка, 2008. — 232 с. — ISBN 978-966-613-599-8.
- Дахно І. І. Країни світу: Енциклопедичний довідник / І. І. Дахно, С. М. Тимофієв. — К. : Мапа, 2011. — 606 с. — (Бібліотека нового українця) — ISBN 978-966-8804-23-6.
- Дахно І. І. Економічна географія зарубіжних країн : навчальний посібник. — К. : Центр учбової літератури, 2014. — 319 с. — ISBN 978-611-01-0682-5.
- Джаман В. О. Регіональні системи розселення: демографічні аспекти. — Чернівці : Рута, 2003. — 392 с. — ISBN 9665685988.
- Дорошенко Л. С. Демографія: Навчальний посібник. — К. : МАУП, 2005. — 112 с. — ISBN 966-608-442-2.
- Дубович І. А. Країнознавчий словник-довідник. — 5-те вид., перероб. і доп. — К. : Знання, 2008. — 839 с. — ISBN 978-966-346-330-8.
- Економічна і соціальна географія країн світу. Навчальний посібник / За ред. Кузика С. П. — Л. : Світ, 2002. — 672 с. — ISBN 966-603-178-7.
- Загальна медична географія світу / В. О. Шевченко [та ін.] — К. : [б.в.], 1998. — 178 с.
- Крисаченко В. С. Динаміка населення: Популяційні, етнічні та глобальні виміри. — К. : Видавництво Національного інституту стратегічних досліджень, 2005. — 368 с. — ISBN 966-554-083-1.
- Любіцева О. О., Мезенцев К. В., Павлов С. В. Географія релігій. — К. : АртЕК, 1999. — 504 с. — ISBN 966-505-006-0.
- Масляк П. О. Країнознавство. — К. : Знання, 2007. — 292 с. — (Вища освіта XXI століття)
- Масляк П. О., Дахно І. І. Економічна і соціальна географія світу / П. О. Масляк, І. І. Дахно ; за ред. П. О. Масляка. — К. : Вежа, 2003. — 280 с. — ISBN 966-7091-53-8.

### Російською
- (рос.) Чехословакия // Демографический энциклопедический словарь / главн. ред. Валентей Д. И. — М. : Советская энциклопедия, 1985. — 608 с.
- (рос.) Чехословакия // Страны и народы. Зарубежная Европа. Восточная Европа / Редкол. : В. П. Максаковский (отв. ред.), Ю. В. Иванова и др. — М. : «Мысль», 1980. — 349 с. — (Страны и народы) — 180 тис. прим.
- (рос.) Атлас народов мира / Отв. ред. С. И. Брук и В. С. Апенченко. — М. : ГУГК ГГК СССР и Институт этнографии им. Н. Н. Миклухо-Маклая АН СССР, 1964. — 185 с. — 20 тис. прим.
- (рос.) Численность и расселение народов мира. Этнографические очерки / под ред. С. И. Брука. — М. : Издательство АН СССР, 1962. — 487 с.
- (рос.) Лаппо Г. М. География городов: Учебное пособие для географических факультетов вузов. — М. : Туманит, изд. центр ВЛАДОС, 1997. — 476 с. — ISBN 5-691-00047-0.
- (рос.) Урланис Б. Ц. Рост населения в Европе (опыт исчисления). — М. : ОГИЗ-Госполитиздат, 1941. — 436 с.
- (рос.) Ягельский А. География населения. — М. : Прогресс, 1980. — 383 с.